# ターロウ・オブライエン
ターロウ・オブライエン（ターロウ・ダブ・オブライエン、Turlogh Dubh O'Brien）は、ロバート・E・ハワードが創造した架空のキャラクター。「黒いターロウ」（ブラック・ターロウ）の異名をもつ。
11世紀のアイルランドの戦士。人種はゲール人。色黒の若者で、斧術の達人。西暦1014年のクロンターフの戦いに参戦した後に、氏族を追放されて放浪の身となる。主に、デーン人ヴァイキングと死闘を繰り広げる。

## 登場作品
- バル＝サゴスの神々 - 『ウィアード・テイルズ』（WT）1931年10月号に掲載。
- 暗黒の男 - WT1931年12月号に掲載。
- 灰色の神が通る - "Spears of Clontarf"のリメイク。1962年のアーカムハウスの単行本『漆黒の霊魂』収録。ターロウは非主役。
- The Shadow of the Hun - 未完の草稿。没後1975年に公開された。
- Spears of Clontarf - 未発表作品。1978年に公開された。"The Cairn on the Headland"と『灰色の神が通る』の2作品にリメイクしている。

作品内の時系列は、『灰色の神が通る』『暗黒の男』『バル＝サゴスの神々』の順となっている。

## 灰色の神が通る
はいいろのかみがとおる。原題は英: The Twilight of the Grey Gods。アーカムハウスの1961年の単行本『暗黒の霊魂』に収録された。没後発表作品。日本では2007年に論創社の単行本『漆黒の霊魂』に三浦玲子訳で刊行された。三浦訳では「ターロフ」と表記される。
西暦1014年のクロンターフの戦いを題材とした歴史戦記小説で、ファンタジー要素が入っている。ターロウは非主役。

### あらすじ（灰色の神が通る）
エリンErin（アイルランド）で、ゲール軍とデーン軍が対峙し、前代未聞の会戦の火蓋が切られる。逃亡奴隷コンは、「隻眼の灰色の男」に会い、ダブリンで戦いがあることを聞かされる。コンはゲール軍に馳せ参じ、ダンラングの部隊に加わる。
敗走するデーン軍に、ゲール軍は追い打ちをかける。ムローはシグルトを討ち取るも、戦死する。ダンラングも死ぬ。ターロフはメイルモアを殺す。乱戦の中で、コンは因縁あるトルヴァルド・レーヴンを見つけ、討ち取る。ブライアン王は、ブロディ―ルを討ち取るも、致命傷を負う。
戦いの後で、コンは再び灰色の男を幻視する。ターロフは、アイルランドの権勢は移り変わり、敗れたヴァイキングの神オーディンは去るのだとごちる。

### 登場人物（灰色の神が通る）
ゲール軍
ダルカシアン家のアイルランド軍、スコットランド高地人、西部のコノート、ミースなどの混成軍。
- ブライアン・ボルー王 - 73歳。
- ムロー王子 - ブライアン王の長男。ダンラングとコンの将。
- ターロフ（ブラック・ターロフ） - ダルカシアン家の勇猛な戦士。斧使い。
- ダンラング・オハーディガン - トール族。コンを麾下に加える。
- クラグレアのイーヴィン - 滅びつつある一族デ・ダナーンズ人（ダーク族）の少女。ダンラングの恋人で、ブライアン王にも謁見できる。ダンラングに戦いに行かないよう説得する。コルムラーダのもとに行き挑発する。
- コン - ゲール人奴隷の少年。売られた先で主人を殺して逃亡した。戻って来て、クロンターフの戦いでゲール軍に参戦。
- マラキ・オニール王 - ミースの王。ブライアン王に昔の恨みがあり、ブロディ―ルに裏切りを唆されている。コルムラーダの元夫。

デーン軍
ヴァイキングを中心とする大軍団。
- ゴルムライス妃 - スカンディナヴィア名はコルムラーダ。男を手玉に取る毒婦。マラキやブライアンの妃だった。イーヴィンを魔女と怖れている。
- メイルモア - コルムラーダの弟。レンスターのアイルランド人を率いる。ムローと確執がある。
- シトリック王 - ダブリン（ヴァイキングの拠点）の王。ゴルムライスの息子。
- ブロディール - ヴァイキング。コルムラーダでも完全に御しがたい凶暴な男。
- シグルト - オークニーの長。ブロディールの政敵。
- トルヴァルド・レーヴン - ヘヴリディーズの長。放浪中のコンを拾って奴隷とし、売り飛ばした。
- 司祭 - 戦果を占い、ブライアン王は死ぬがゲール軍が勝つと予言する。

## 暗黒の男
あんこくのおとこ。原題は英: The Dark Man。WT1931年12月号に掲載された。日本では2015年にナイトランド叢書の単行本『失われた者たちの谷』に中村融訳で刊行された。中村訳では「ターロウ」と表記される。
剣と魔法の冒険歴史小説。ブラン・マク・モーンのシリーズとクロスオーバーしており、ブランの最期が言及されている。

### あらすじ（暗黒の男）
ブリトンの支配者は、時代を重ねてピクト人、ローマ人、ブリトン人、ゲール人と移り変わっていき、11世紀にはデーン人ヴァイキングの侵略を受ける。また他所では、ピクト人のブラン信仰の下級司祭グロクが、像を盗み出す。
従兄弟の策謀で氏族（クラン）を放逐されて放浪の身となったターロウは、モイラ姫がトールフェルの海賊団にさらわれたことを知る。弱体化した一族には奪還に割く余力がない。ターロウは漁師と交渉して舟を手に入れ、航海に出る。雪の中を小舟で、航路はコナハトからヘブリデス諸島までという、遭難必至の暴挙であった。
道中の島でターロウは、未知の人種7人とデーン人15人が争い全滅している現場に遭遇する。「小柄な者たちが」「粗末な武器で」「倍の人数を誇る略奪者どもを相手に」相討ちという、尋常ならざる状況である。5フィート（1.5メートル）ほどの高さの<暗黒の男の像>が転がっており、ターロウは彼らが彫像を守って死に物狂いで戦い抜いたことを察する。ターロウは彫像の正体を知らなかったが、彼らの王であり神であったのだろうと結論付け、彫像を拾う。航海を再開すると、神像の加護からか舟は霧や波を物ともせず進むようになる。
ターロウの舟がトールフェルのスカリ（館）に到着したとき、ヴァイキング達は宴会を催していた。ターロウが隠れて潜入の機会を窺っていると、海賊2人が<暗黒の男>の像を持って歩いてくる。ターロウは舟が見つかったと焦るも、それよりも2人が神像の持ち運びに難儀していたことの方に驚く。ターロウが軽々と運べた物を、屈強なヴァイキング2人が重量に耐えかねているのはどういうことか。ターロウはスカリに忍び込む。
<暗黒の男>の像が運び込まれた宴会場で、トールフェルは花嫁をめとると宣言する。だが連れてこられたジェローム司祭とモイラは拒否し、モイラはトールフェルを罵り短剣で自害する。ターロウは怒りにかられて、死の覚悟で躍り出る。多勢に無勢であったが、ピクト人戦士たちが乱入してターロウに加勢してきたことで、不利が覆る。ターロウはアセルステインを倒し、トールフェルを討ち取り、モイラを看取る。ターロウはアセルステインにとどめを刺そうとするが司祭が止める。
ピクト首長ブロガルが名乗り出、<暗黒の男>はピクトの神であり、自分たちは盗まれた像を取り返すために来たことを告げる。また像にはブラン王の霊魂が宿っており、ゆえに自分たちはブランに気に入られたターロウを助けたのだと説明する。ヴァイキングは女子供まで皆殺しにされ、ピクト人たちは像を回収して引き上げ、司祭は異教徒であるアセルステインの手当てをし、ターロウはあてのない旅に出る。

### 登場人物（暗黒の男）
ゲール人
- ターロウ・ダブ - 主人公。「黒いターロウ」と称される。色黒の若者で、斧術の達人。オブライエン一族から追放され、放浪の身。追放されてなお同胞意識が強い。モイラを救出するための旅の道中で、<暗黒の男>の像を拾う。
- モイラ - ダルカシアン一族族長の娘（≒アイルランドの王女）。ターロウの幼馴染。トールフェルに略奪される。
- ジェローム - キリスト教司祭。結婚式を行わせるために拉致された。
- 漁師 - ターロウをいぶかしむも、最終的には小舟を譲る。

ヴァイキング（デーン人・北方人）
- トールフェル - 若き海賊王。「白皙のトールフェル」の異名をもつ、金髪の美男子。多神教徒。
- オスリック、トスティグ、ハーフガー、スウェイン、オスウィック - 北方人海賊。いずれも歴戦の猛者。オスリックはトールフェルの弟。
- アセルステイン - サクソン人の客人戦闘員。武器は両手斧。モイラに結婚すればよいと宥める。生存し『バル＝サゴスの神々』にも再登場。

ピクト人
- <暗黒の男>ブラン・マク・モーン - ヴァルシア王カルの友である「槍使い」ブルールの子孫。古代ピクトの大王であり、死後に神として祀られた。神像には魂が宿っており、認められた者のみが軽々と持ち上げることができる。
- ブロガル - ピクト人の首長。
- ゴナル - <暗黒の男>の司祭長。白髯の老人。グロクを監視しており、ブランがターロウを気に入ったことを知った。
- グロク - <暗黒の男>の下級司祭。像を盗んで逃げるが、北方人海賊に遭遇し殺される。

### 関連作品（暗黒の男）
- 大地の妖蛆 - ブランを主人公とする。
- 闇の帝王 - ブランを主人公とする。キング・カルとブランが時代を超えて邂逅する。
- 夜の末裔 - ブラン信仰について言及がある。

## バル＝サゴスの神々
バル＝サゴスのかみがみ。原題は英: The Gods of Bal Sagoth。WT1931年10月号に掲載された。本邦では長らく未訳となっていたが、2022年に翻訳され『幻想と怪奇11』に野村芳夫訳で収録される。
ターロウが、離島の古代王国バル＝サゴスに漂着し、前作で敵であったサクソン人の戦士アセルステインと行動を共にする。
ロバート・M・プライスは、彼の編集したロバート・E・ハワードのクトゥルフ神話短編集『NAMELESS CULTS』（無名祭祀書）の中でサゴス (Sagoth) が『ペルシダー・シリーズ』に登場するサゴス (Sagoth) という類人猿から取られたものと想定しうるとし、またウィリアム・フルワイラーがバル (Bal) がバビロニアのバール (Baal) から取られたものだと主張している事を挙げている。
本作の名に因んだバルサゴスという音楽バンドが存在する。

### あらすじ（バル＝サゴスの神々）
ターロックの乗っていた船がヴァイキングに襲撃され、彼はとらわれの身となる。ヴァイキングの客人として行動を共にしていたサクソン人アゼルスタンは数年前ターロックに見逃してもらったことがあり、その恩に報いるために彼を助命するが、折からの嵐で船は難破した。かろうじて生き延びたターロックとアゼルスタンが漂着した島は、褐色の肌の人々が住まう王国バル＝サゴスの残滓だった。美女ブリュンヒルドが怪鳥グロス＝ゴルカに襲われているのを目撃したターロックとアゼルスタンはグロス＝ゴルカを殺し、彼女を救う。白い肌の自分は女神を装い、褐色の民の女王として君臨していたが、大神官ゴタンに謀られて放逐されたとブリュンヒルドは身の上を語った。海から来た鉄の男たちがバル＝サゴスを滅ぼすという予言があり、鉄の鎧と兜で身を固めたターロックとアゼルスタンを見ればバル＝サゴスの民は恐れおののいてブリュンヒルドに権力を返すだろうといわれた彼らは加勢することを決める。
グロス＝ゴルカの首を持ったターロックとアゼルスタンはブリュンヒルドに同行して王都に乗りこみ、ゴタンがブリュンヒルドの後釜として君主の地位に据えたスカーとアゼルスタンが一騎討ちを行うことになる。アゼルスタンがスカーを討ち取り、バル＝サゴスの王権の象徴である翡翠の彫刻を奪還したブリュンヒルドは復位することになった。その晩、ゴタンが放った怪物がブリュンヒルドを襲ったが、ターロックとアゼルスタンが駆けつけて退ける。秘密のトンネルの中に逃げこんだ怪物をターロックらが追っていくと、その先にあったのは暗黒神ゴル＝ゴロスの巨像が祀られた祭儀の場だった。ゴタンは怪物に殺され、怪物もアゼルスタンに倒された。そして、突如として倒れこんできたゴル＝ゴロスの像がブリュンヒルドを押しつぶす。
ターロックとアゼルスタンが血路を切り開いて脱出すると、赤い肌の蛮族が近隣の島から侵攻してきており、都には火が放たれていた。炎上する都を後にしたターロックとアゼルスタンは浜辺で蛮族の船を奪って漕ぎ出し、たまたま通りかかったスペインの軍艦に沖合で救助される。混乱の最中に鎖がちぎれてターロックの鎧の袖に引っかかったらしく、彼は翡翠の彫刻を知らぬ間に持ってきていた。「あんたがバル＝サゴスの王様だ」とアゼルスタンはターロックにいうが、ターロックは苦い笑みを浮かべて「死者の王国、幽鬼と灰燼の帝国だ」と述べるばかりだった。

### 主な登場人物（バル＝サゴスの神々）
ターロック・オブライエン (Turlogh O'brien)
ケルトの戦士。ブラック・ターロックという通り名を持ち、斧を得物とする。一族最強の男だが、訳あって追放中。民族の敵であるヴァイキングを激しく憎み、ヴァイキングの客人となっていたアゼルスタンにも決闘を挑もうとした。反面、アゼルスタンに助太刀するため危険なトンネルに入ることを躊躇せず、彼の身を案じて制止したブリュンヒルデを「俺の朋友が命がけで戦っているかもしれんのだ」とふりほどくなど、友情を重んじるところがある。前作『暗黒の男』ではブラン・マク・モーンの霊の加護を得ている。
アゼルスタン (Athelstane)
サクソン人。長剣を得物とする。クヌート王の近衛隊長を務めていたが、その重用に嫉妬する者が多かったことから諍いになり、出奔して流れ者になったという過去がある。前作および本作の序盤ではターロックと敵同士だったが、本人はわだかまりを感じておらず、船が難破した際におぼれかけた自分を救ってくれたターロックのことを「命の恩人」と呼んでいる。スカーとの決闘に際して相手が裸だったのに、自分だけ鎧兜を着用していたことを恥じ入るなど、正々堂々とした勝負を好む。
ブリュンヒルド (Brunhild)
オークニーのターフィンの息子ランの娘。トスティグという男に少女の頃さらわれたが、乗せられた舟が難破してバル＝サゴスに漂着した。白い肌であったため海の女神として崇められることになり、先代の王を打倒してバル＝サゴスの女王に成り上がった。自分から王位を奪ったスカーを晒し首にしようとしたり、ゴタンの亡骸を蹴りつけたりするなど苛烈な性格である。アゼルスタンにいわせるとターロックに懸想していたらしいが、ターロックの側はまったく興味を示さなかった。
ゴタン (Gothan)
ゴル＝ゴロスの大神官。かつてバル＝サゴスが大帝国だった頃の技術を覚えている唯一の人間で、禁断の魔法を駆使しては様々な怪物を創り出している。民衆を扇動してブリュンヒルデを女王の座から追放するなど彼女と権力闘争を繰り広げたが、自らが下僕として作った怪物に引き裂かれ、あえない最期を遂げた。
ゴル＝ゴロス (Gol-goroth)
暗黒神。バル＝サゴスで崇拝される神々の主神とされる。本作では石像しか登場せず、その姿も明らかでない。
グロス＝ゴルカ (Groth-golka)
鳥の神。怪鳥の姿をしている。ターロックとアゼルスタンに討ち取られた。